# Stazione di Santarcangelo di Romagna
Stazione di Santarcangelo di Romagna vasútállomás Olaszországban, Santarcangelo di Romagna településen.

## Vasútvonalak
Az állomást az alábbi vasútvonalak érintik:
- Bologna–Ancona-vasútvonal
- Progetto di ferrovia Subappennina

## Kapcsolódó állomások
A vasútállomáshoz az alábbi állomások vannak a legközelebb:
- Stazione di RiminiFiera (Stazione di Ancona, Bologna–Ancona-vasútvonal)
- Stazione di Savignano sul Rubicone (Stazione di Bologna Centrale, Bologna–Ancona-vasútvonal)